# Neocorynura nigroaenea
Neocorynura nigroaenea är en biart som först beskrevs av Alpheus Spring Packard 1869.  Neocorynura nigroaenea ingår i släktet Neocorynura och familjen vägbin. Inga underarter finns listade i Catalogue of Life.